# La Vera Cruz (Segovia)
Die Kirche La Vera Cruz  in Segovia liegt nördlich des Alcázar der spanischen Stadt Segovia.
Sie hat einen zwölfeckigen Grundriss und wurde laut der 1312 angebrachten Widmung am 13. April 1208 gegründet. Als Gründer wird oft der Orden der Tempelritter genannt, wahrscheinlich war es aber der Orden der Chorherren vom Heiligen Grab (spanisch del Santo Sepulcro), in dessen Besitz die Kirche 1229 war, wie eine Urkunde besagt.
Die Kirche ist ein Zentralbau und soll errichtet worden sein, um eine Reliquie vom „wahren Kreuz“ (spanisch Vera Cruz) zu beherbergen. Andere Quellen vermuten, dass La Vera Cruz mit seiner integrierten Grabesädikula vermutlich als Grabkirche für eine Person des spanischen Adels errichtet wurde.

## Baubeschreibung

### Der mittlere Teil (oben)
Der außen ebenfalls zwölfeckige Mittelteil des Schiffs-Rotunde ist zweistöckig. Der Zugang zur oberen Ebene, der Kapelle Lignum Crucis (Holz vom Kreuz), erfolgt über eine umlaufende Steintreppe. Die vier großen Öffnungen zum restlichen Schiff verleihen dem innen runden Stockwerk optisch eine Kreuzform.

### Das restliche Schiff und Chor
Der ebenerdige hohe, außen und innen polygonale Teil des Schiffs ist im Wesentlichen ringförmig um den, im Unterteil niedrig gehaltenen, Mitteltrakt angeordnet. Er hat große offene Arkaden, die zu den drei Apsiden des Chores und zum Westportal überleiten. Die mittlere Apsis ist deutlich größer als die äußeren. Eine weitere, angefügte apsidenförmige Nebenkapelle ist nicht mehr vorhanden.

### Die Portale und der Turm
Der Hauptzugang liegt im Westen. Der Südeingang befindet sich neben dem außen angefügten Glockenturm, dessen oberer Teil wiederhergestellt wurden.

## Inventar
Aus dem 13. Jahrhundert stammt das Fragment einer Malerei, die einen Mann zeigt, der ein Rundschild mit dem Templerkreuz trägt. Sie befindet sich nahe der Südtür.
Fresken und ein Altarstein aus dem 15. Jahrhundert finden sich in der Kapelle Lignum Crucis.
Reste von Fresken aus dem 16. Jahrhundert befinden sich in einer der beiden Nebenapsiden.
Die Kirche La Vera Cruz scheint im 17. Jahrhundert aufgegeben worden und nach der Abschaffung der Mönchsorden in Spanien im Jahre 1835 verfallen zu sein. Im Jahr 1951 wurde sie restauriert und erneut geweiht.